# Collegio dei Bergamaschi
Il collegio dei Bergamaschi è un palazzo situato all'angolo tra via di Pietra e via dei Bergamaschi, affacciato su piazza di Pietra, nel rione Colonna di Roma.

## Descrizione
Nel 1729, la comunità degli abitanti di Bergamo che vivevano a Roma, l'Arciconfraternita dei Bergamaschi, costruì un grande isolato tra Piazza Colonna e Piazza di Pietra. In esso costruirono un ospedale, un collegio per studenti bergamaschi e la chiesa dei Santi Bartolomeo e Alessandro dei Bergamaschi. Inoltre, costruirono anche appartamenti in affitto che servivano come fonte di reddito. Gabriele Vavassori, l'architetto che progettò la sontuosa facciata di Palazzo Pamphilj in Via del Corso, era un membro della comunità e lasciò il segno sul portale principale del Collegio, il singolo punto più rilevante nella decorazione.
Il piano terra ospita il Gran Caffè la Caffettiera .